# Gedania Gdańsk (piłka siatkowa)
Gedania Gdańsk – kobieca drużyna siatkarska, będąca w przeszłości sekcją Gdańskiego Klubu Sportowego Gedania. Klub prowadzony jest przez spółkę akcyjną Gedania.
W Lidze Siatkówki Kobiet drużyna ostatni raz wystąpiła w sezonie 2009/2010, zajmując ostatnie miejsce. W 2011 roku miejsce w I lidze kobiet od Gedanii Gdańsk wykupił klub Jadar Politechnika Radom. W sezonie 2017/2018 drużyna Gedanii ponownie awansowała do II ligi kobiet. W sezonie 2018/2019 zespół uplasował się na szóstym miejscu w tabeli, w sezonie 2019/2020 zdobył miejsce czwarte, w sezonie 2020/2021 miejsce siódme, a w sezonie 2021/22 miejsce czwarte. Poza drużyną seniorek klub prowadzi drużyny juniorek i juniorek młodszych. 
Należący do klubu stadion w Gdańsku - Wrzeszczu uległ degradacji technicznej (m.in. wyburzono halę sportową) i został przekształcony przez władze klubu w miejsce nielegalnego składowania i przetwarzania odpadów.

## Sukcesy
Mistrzostwa Polski:
- 1. miejsce (2x): 1953, 1954
- 2. miejsce (2x): 1952, 1991